# You Make Me
You make me — один из синглов диджея Авичи, вышедший в 2013 году, войдя в первый альбом диджея — True. Клип на этот сингл вышел 16 сентября 2013 года, имея на данный момент более 150 миллионов просмотров. Но сама песня появилась на Ютуб чуть раньше, 30 августа. Сейчас там насчитывается более 75 млн просмотров.
14 апреля 2014 года Авичи выпустил ремикс (Avicii by Avicii) на эту песню который сейчас насчитывает более 16 миллионов просмотров.
Песня You Make Me вышла вслед за самой популярной песней диджея Авичи — Wake Me Up.
Вокал по некоторым данным исполняет Салим-аль-Факир, шведский музыкант и вокалист, более известный как один участников группы Vargas and Lagola.
Также You Make Me была исполнена на Avicii Tribute Concert, организованный друзьями и родственниками диджея в 2019 году.